# Eunoe depressa
Eunoe depressa är en ringmaskart. Eunoe depressa ingår i släktet Eunoe och familjen Polynoidae. Utöver nominatformen finns också underarten E. d. mamillata.